# Chérie, passe-moi tes microbes !
Chérie, passe-moi tes microbes ! est un roman publié en avril 1977 par Frédéric Dard sous le nom de plume de San-Antonio, il est le 93e de la série  policière San-Antonio.
Chez l’éditeur Fleuve noir, il porte en 1977 le numéro 69 de la collection « San-Antonio ».

## Personnages principaux
- Personnages récurrents
  - San-Antonio : héros du roman, commissaire de police.
  - Alexandre-Benoît Bérurier : inspecteur de police, ami et collègue de San-Antonio.
  - Marie-Marie.

- Personnages liés à ce roman

## Résumé
Un jeune cadre apparemment sans histoire se suicide sous les fenêtres de la Paris Detective Agency, après avoir prévenu San-Antonio. L'enquête mènera le commissaire, suivi de Marie-Marie, en Côte-d'Ivoire à la recherche du secret d'un mystérieux engin qui a rendu Bérurier amnésique...

## Particularité
Cette aventure met en scène le premier baiser entre San-Antonio et Marie-Marie.

## Couvertures
- 1re édition de 1977  : illustration photo.
- 2e édition de 1981  : illustration photo.
- 3e édition de 1986  : illustration photo.
- 4e édition de 1992  : illustration de Alain Siauve.
- 5e édition de 2001  : illustration de Marc Demoulin.
- 6e édition de 2008  : illustration de François Boucq.